# Bewegwijzering

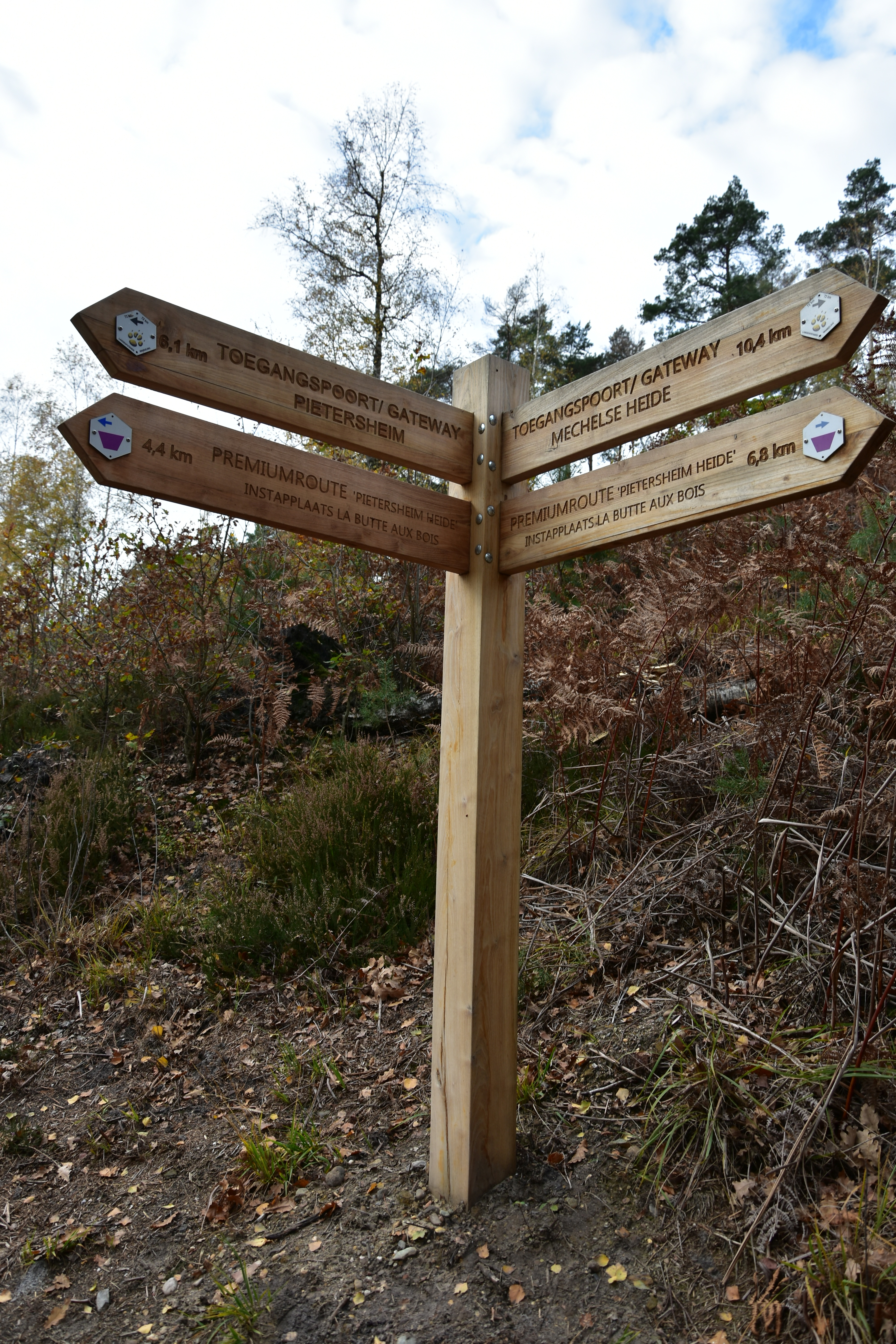
Een wandelboom in Molenberg

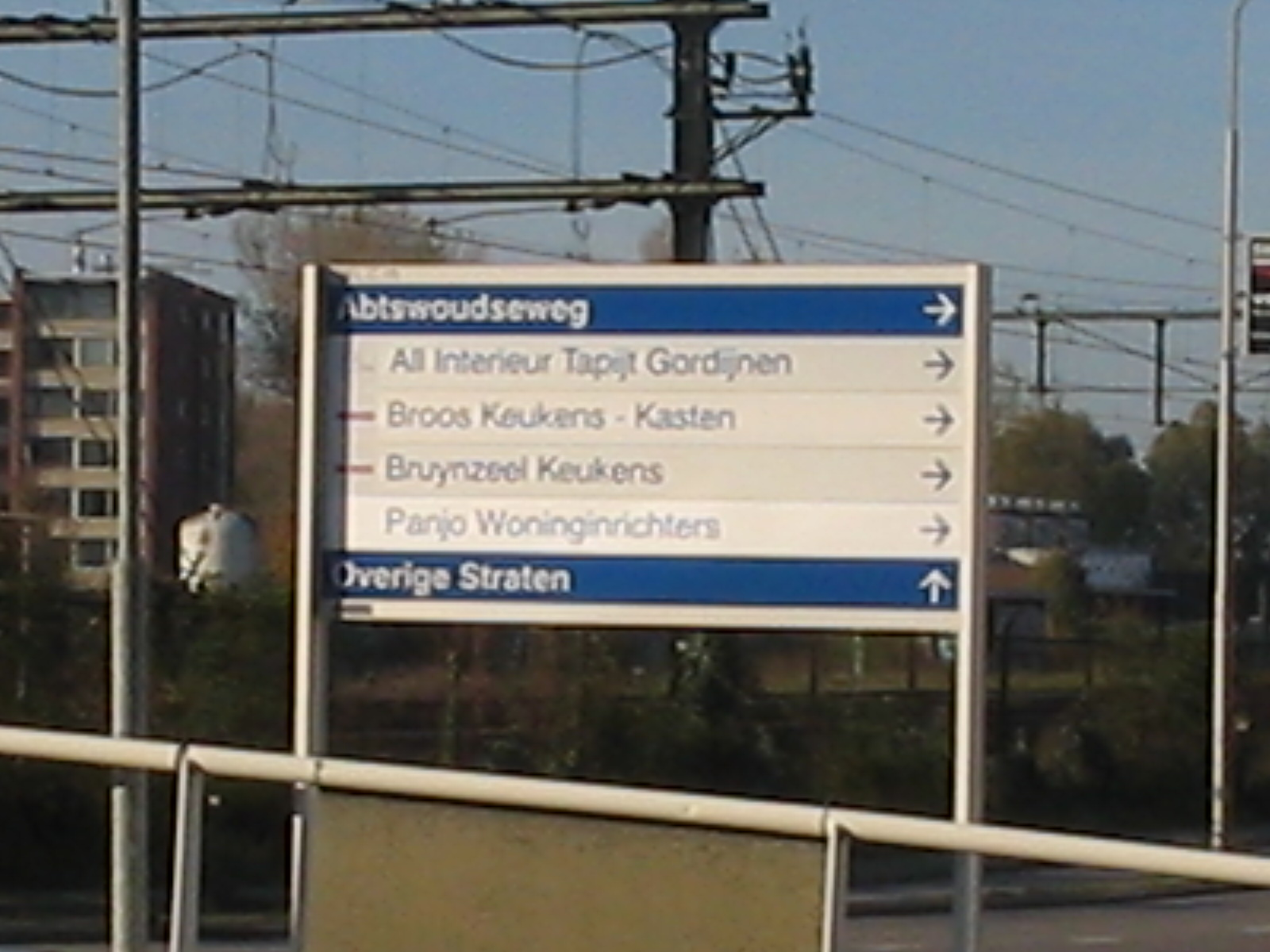
Wegwijzer op een bedrijventerrein

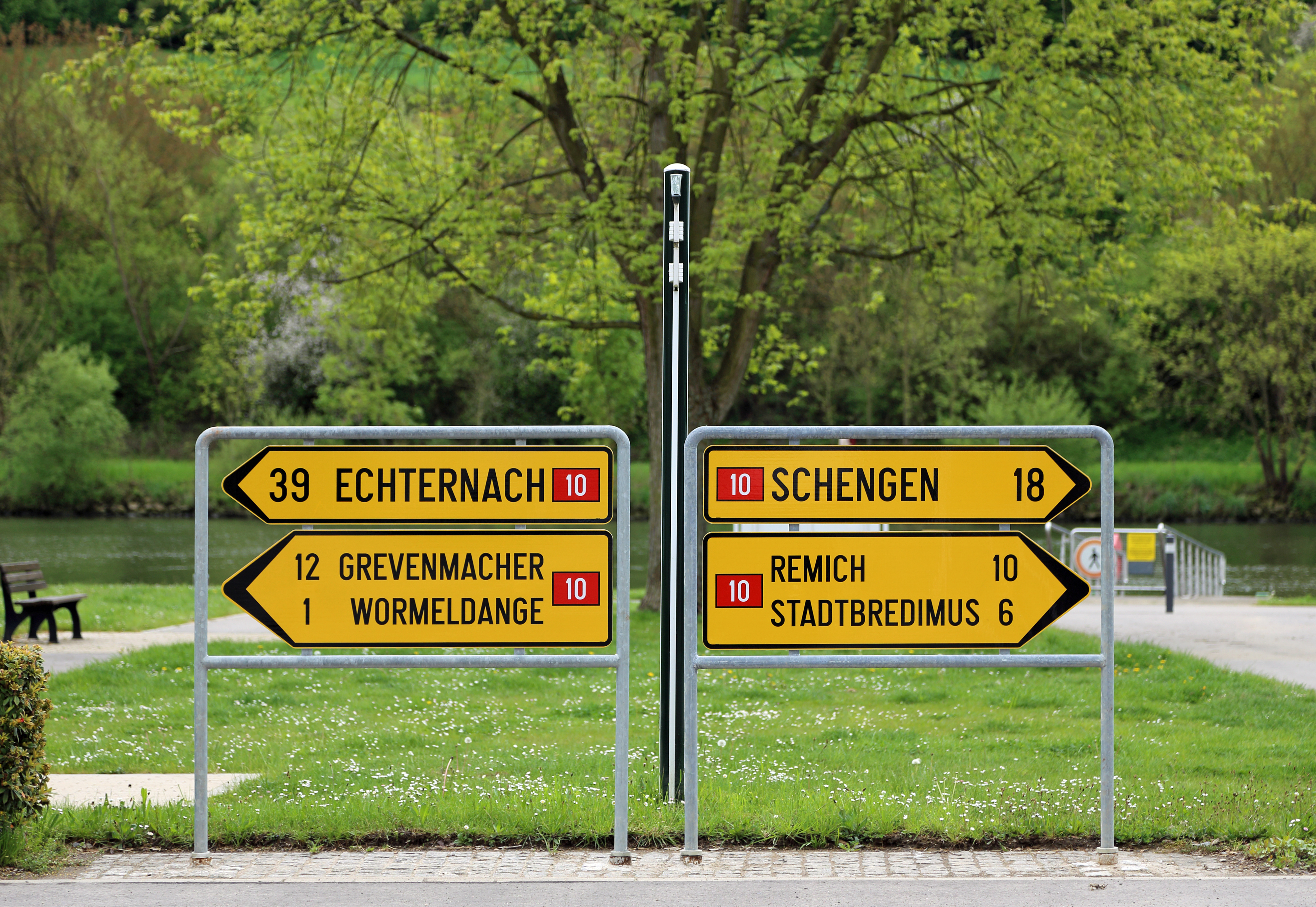
Wegwijzers in het Groothertogdom Luxemburg

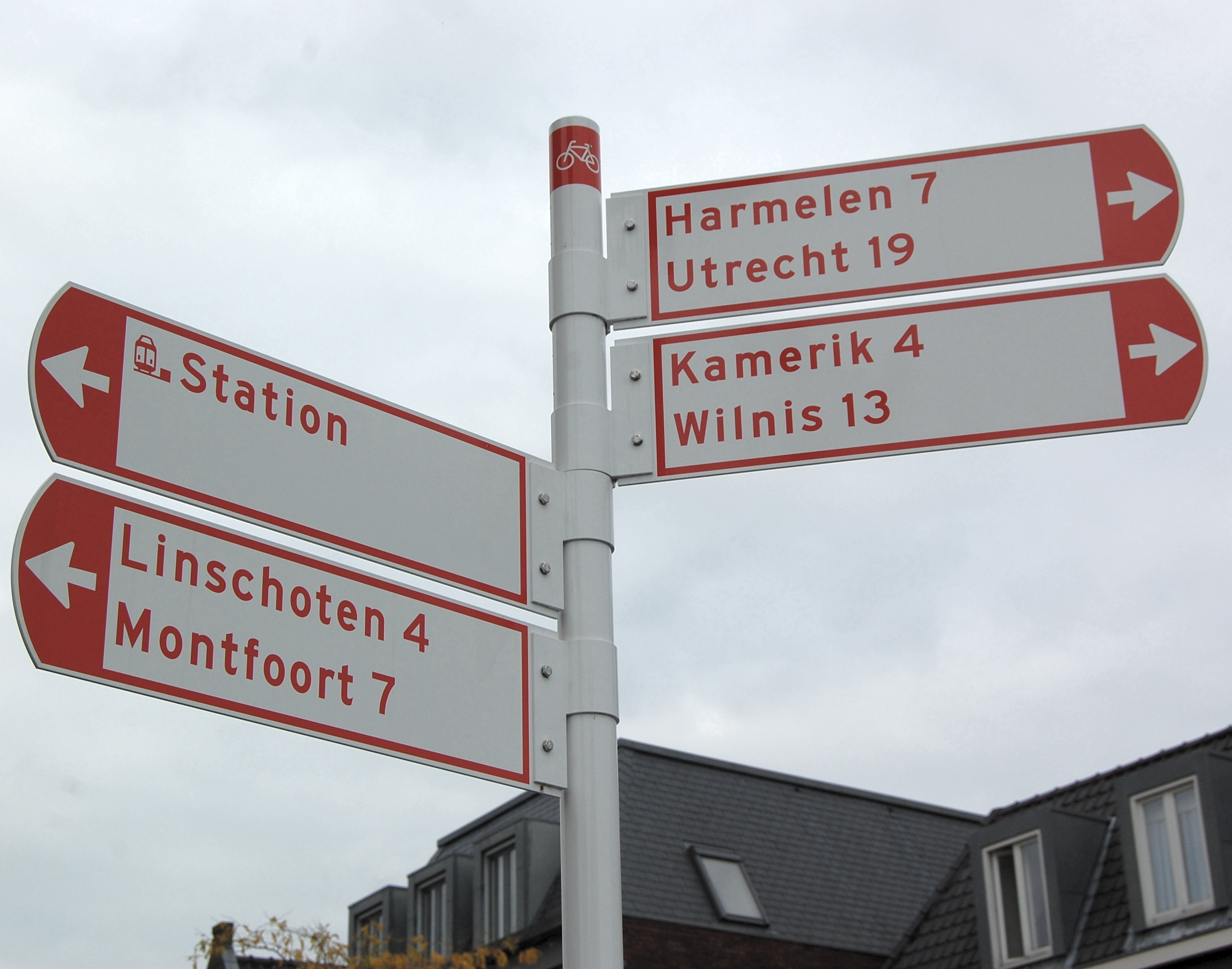
Een wegwijzer voor fietsers. In Nederland is een fietswegwijzer meestal rood op wit. Voorheen stond op de armen een fietssymbool, thans staat dat symbool boven op de paal

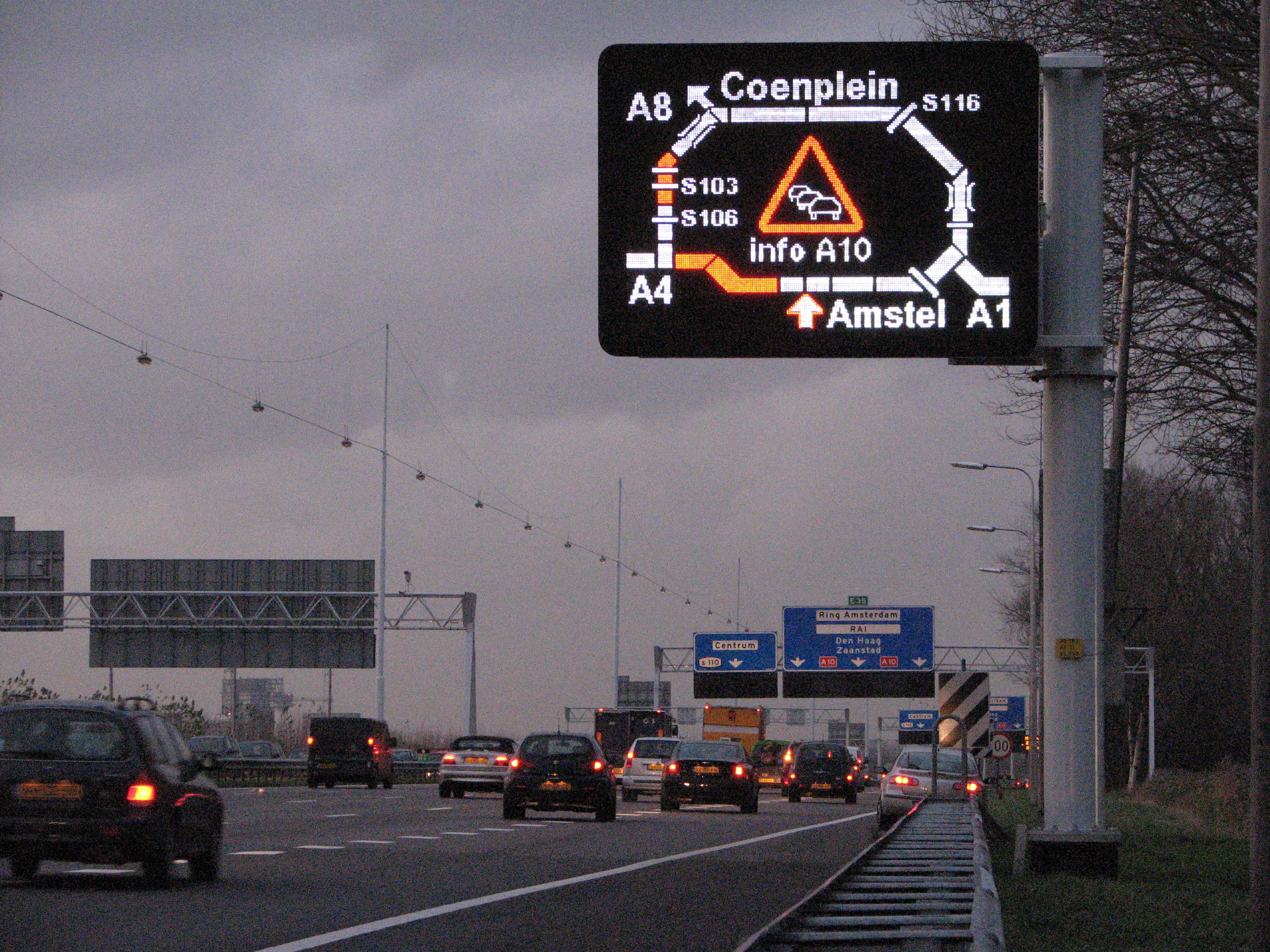
Signalering met dynamische borden op de Nederlandse snelweg

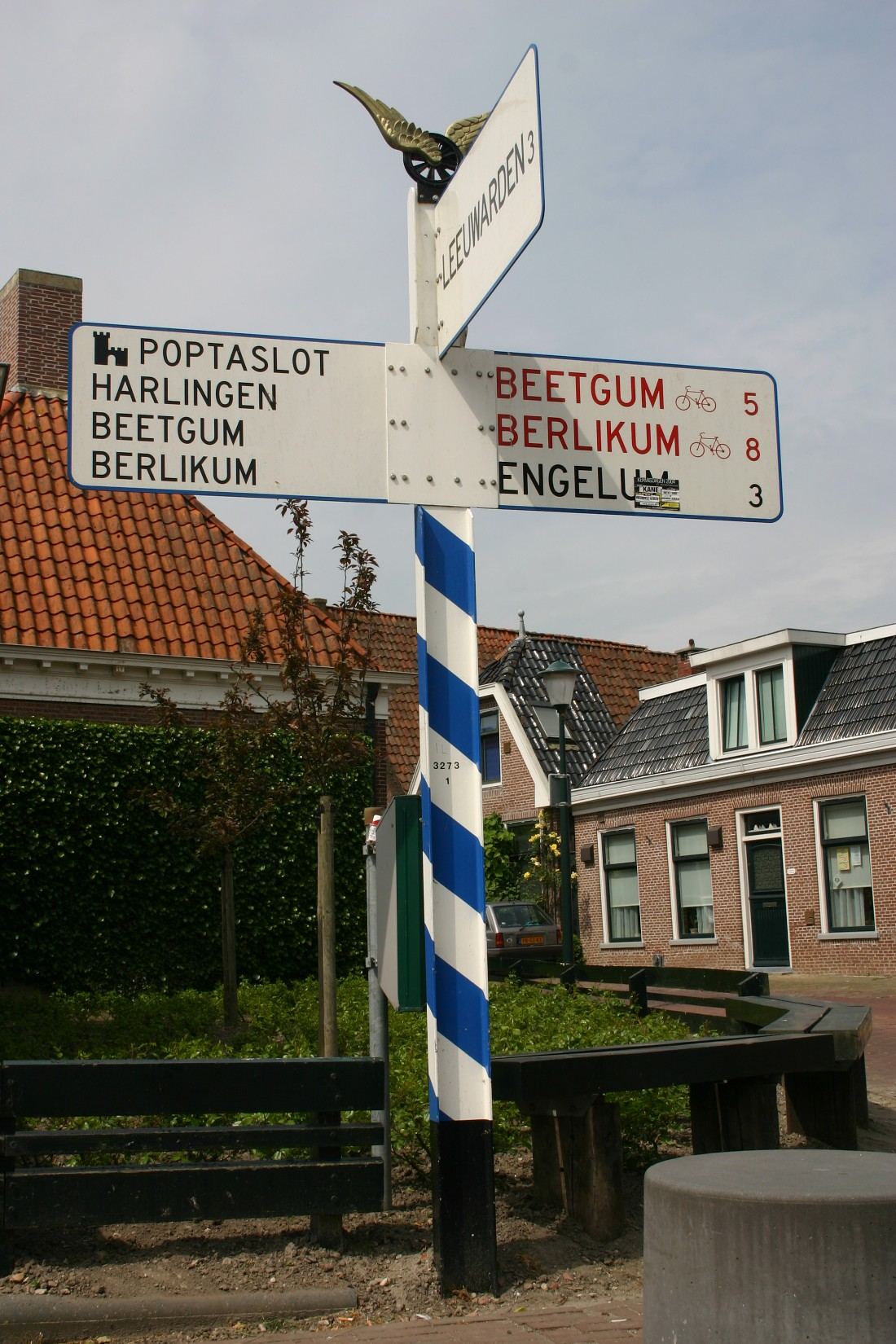
Bewegwijzering met een handwijzer door de ANWB

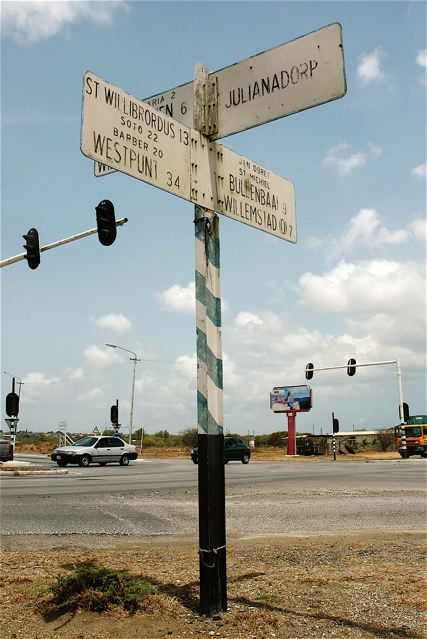
Oude bewegwijzering door de ANWB nabij Willemstad, Curaçao

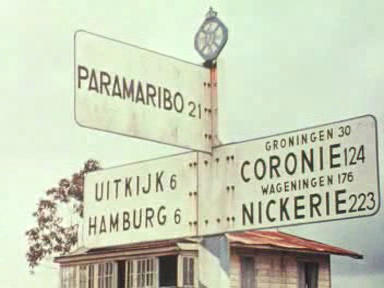
Wegwijzer in Suriname (1968). Locatie: Jarikaba-project in Saramacca.

Bewegwijzering omvat de vorm, de inhoud en de locatie van wegwijzers ten behoeve van verkeer.
Er zijn verschillende soorten wegwijzers:
- gestandaardiseerde wegwijzers (voor het wegverkeer).
- wegwijzers binnen een gemeente, bijvoorbeeld voor de bewegwijzering van bezienswaardigheden en straten op bedrijfsterreinen. De kenmerken en het ontwerp kunnen verschillen per gemeente.
- wegwijzers in openbare gebouwen, meestal voor voetgangers, zoals op stations en op Schiphol. Ook hier is geen uniformiteit, elk bedrijf of organisatie kan een bepaalde bewegwijzering kiezen. Wel zijn vaak de symbolen uniform.
- Bewegwijzering op skipistes.
- Wegwijzers (handwijzers) voor fietsers en wandelaars.
- Symbolische wegwijzers naar verafgelegen wereldsteden die men met name aantreft op bergtoppen en andere toeristische locaties. Deze hebben geen praktisch nut maar staan er alleen omdat toeristen dit leuk vinden.

Vaak denkt men bij bewegwijzering aan de klassieke langwerpige gepunte wegwijzers, die aan een centrale paal zijn gevestigd en die als wijzende armen de plaatsen aanduiden. Bewegwijzering omvat echter niet alleen dit soort borden, maar alle borden die de weggebruiker behulpzaam zijn bij het bepalen van zijn route.
Bewegwijzering kan geschieden voor wandelaars, fietsers of gemotoriseerd wegverkeer. Voor vliegtuigen bestaan speciale wegwijzers ten behoeve van het taxiën op een vliegveld.

## Wegverkeer
Met name voor autoverkeer zijn goede en logisch opgestelde wegwijzers zeer belangrijk. Een automobilist kan meestal immers moeilijk ineens gaan remmen om het bord nog eens goed te bekijken. Te veel informatie leidt ertoe dat de automobilist te veel tijd besteedt aan het bord en te weinig aan zijn medeweggebruikers, en te weinig informatie leidt ertoe dat hij zich onzekerder, dus minder veilig, gedraagt (plotseling remmen of langzaam rijden, plotseling van rijstrook wisselen). Ook hebben wegwijzers een functie in het doseren van het verkeer. Door in een stad logisch te bewegwijzeren kan doorgaand verkeer om het centrum heen worden geleid, zodat het centrum niet verstopt raakt. Om die reden staan in veel stadscentra borden met "RING", "stadsring", "doorgaand verkeer" of "toutes directions", waarmee het verkeer de stad uit wordt geleid.
Naast plaatsnamen zijn ook de weg- en eventuele afritnummers belangrijk, omdat deze ook als zodanig op kaarten en in navigatiesystemen zijn aangegeven. In praktijk zal een weggebruiker via de kaart of het navigatiesysteem al weten dat hij een bepaald wegnummer richting een bepaalde plaats moet hebben, waarbij de wegwijzers fungeren als bevestiging en aanduiding van de exacte locatie van de weg die de weggebruiker moet volgen.
In steden komt bewegwijzering minder voor en zal men zich voornamelijk op straatnaamborden oriënteren.
De meeste landen hanteren kleurcodes voor de verschillende typen wegen. Voorbeelden zijn:
- Nederland: wit op blauw (algemeen), zwart op wit (bestemmingen die geen plaatsnamen zijn, of delen van een agglomeratie), rood op wit met fietssymbool[1] (fietsers en bromfietsers), groen op wit (landelijke fietsroute).
  - Op de wegwijzers naar bijzondere bestemmingen (zwart op wit) staat vaak een symbool: vliegveld, industrieterrein, recreatieterrein enz.
- Duitsland en Luxemburg: blauw (autosnelweg), geel (andere wegen)
- Frankrijk: blauw (autosnelweg), wit (andere wegen), groen (routes nationales)
- China, Denemarken en Italië: groen (autosnelweg), blauw (andere wegen)
- Zwitserland: groen (autosnelweg), blauw (andere wegen), wit (lokale doelen)
- Spanje: blauw (autosnelweg), groen (autoweg), wit (andere wegen)
- Groot-Brittannië en Zuid-Afrika: blauw (autosnelweg), groen (andere wegen)
- Oostenrijk: blauw (autosnelweg), wit (andere wegen)

Landen die niet aan aparte kleurcodes doen zijn Verenigde Staten (altijd groen) en België (altijd blauw, hoewel autosnelwegbestemmingen vanaf een niet-autosnelweg wel in groen worden aangegeven).
Aparte wegwijzers voor fietsers treft men in de meeste landen niet aan.
Omleidingen en stremmingen worden meestal aangegeven door felgekleurde tijdelijke borden (zwart op geel, soms ook rood op wit of oranje op zwart), waarbij men tevens ter voorkoming van verwarring de gestremde of omgeleide bestemmingen op de oorspronkelijke (permanente) borden afdekt.
Op auto(snel)wegen streeft men er meestal naar een afritaanduiding meerdere malen te herhalen, omdat een automobilist makkelijk een bord kan missen vanwege zijn snelheid of vrachtverkeer dat het zicht blokkeert. Ook op andere wegen worden de bestemmingen vaak herhaald. De eerste keer worden ze op een vooraankondigingsbord aangegeven op enkele tientallen of honderden meters voor de kruising, waarna de bestemmingen op de kruising zelf herhaald worden met wegwijzers.
Men tracht op een weg steden aan te geven op een voor de automobilist zo logisch mogelijke manier. In Nederland volgt men een 'lijnbenadering': de eindbestemming van de weg plus belangrijke plaatsen langs de weg worden aangegeven. Hierbij tracht men ook een onderscheid te maken naar grootte: belangrijke plaatsen als Amsterdam kunnen bijvoorbeeld al vanaf 200 km worden aangegeven, bij een middelgrote stad als Almelo is dit veelal rond de 50–100 km, en bij dorpen hooguit 20 km. Andere landen, zoals Duitsland, gaan weer uit van een 'netwerkbenadering', waarbij het van belang is of de plaats aan een belangrijk knooppunt ligt.
Meestal streeft men ernaar een plaats aan te blijven geven vanaf het moment dat hij voor het eerst op de borden staat. Met andere woorden, als je een plaatsnaam op een wegwijzer aantreft en de aangegeven richting volgt, dan mag je verwachten dat die plaatsnaam op elke volgende wegwijzer ook wordt vermeld, totdat de bestemming is bereikt. Dit komt niet in alle landen voor: soms staat een eerder aangegeven plaats ineens niet meer op de borden. In een dergelijke situatie kun je best gewoon rechtdoor rijden en de weg volgen. Ook is het goed mogelijk dat er een inconsistentie optreedt wanneer een weg een grens overschrijdt, omdat ieder land zijn eigen richtlijnen hanteert. Zo wordt Utrecht op de A12/BAB3 al vanuit Duitsland aangegeven, verdwijnt de plaats na het passeren van de Nederlandse grens van de borden, om weer opnieuw aangegeven te worden vanaf Arnhem.
Voor steden is het vermeld worden op een wegwijzer min of meer gratis reclame. Gemeentebesturen proberen dan ook druk op nationale overheden uit te oefenen om hun stad vanaf zover mogelijk aangegeven te krijgen. De gemeente Emmen heeft bijvoorbeeld bij de aanleg van de snelweg A37 gevraagd om al vanaf Meppel op de A28 in plaats van bij het begin van de A37 bij Hoogeveen aangegeven te worden. Dit is door Rijkswaterstaat geweigerd op grond van de toenmalige benadering dat men vooral plaatsen moest aangegeven die langs dezelfde weg lagen. Omdat Emmen niet aan de A28 lag kon het dus niet vanaf de A28 al worden aangegeven, en werd het verzoek van Emmen geweigerd.
Overigens zal bewegwijzering in veel gevallen onvoldoende zijn om automobilisten naar hun doel te begeleiden, alleen al omdat hun bestemming meestal niet vanaf hun vertrekpunt aangegeven wordt. Meestal gebruikt men een kaart en/of navigatiesysteem, met de bewegwijzering als aanvullend hulpmiddel daarnaast.

## Nederland
In Nederland heeft de ANWB meer dan een eeuw de plaatsing en het ontwerp van wegwijzers voor de openbare weg verzorgd en aanvankelijk ook voor haar rekening genomen. In 2004 heeft Rijkswaterstaat de regie voor wat betreft het rijkswegennet zelf op zich genomen en is het ontwerpen van de borden (onder meer ten behoeve van de digitale database voor de rijkswegen) aan het bedrijf Tebodin gegund. De ANWB zorgde tot 2013 nog wel voor het merendeel van de gemeentelijke en provinciale bewegwijzeringsprojecten. Sinds 1 april 2013 is de Nationale Bewegwijzeringsdienst verantwoordelijk voor coördinatie en afstemming tussen de verschillende wegbeheerders met betrekking tot een uniforme uitvoering van de bewegwijzering.

### Nieuwe bewegwijzering op autosnelwegen
Sinds 2008 worden er nieuwe bewegwijzeringsborden met een nieuwe vormgeving op de autosnelwegen geplaatst. Na een proef op de A27 bij knooppunt Lunetten en op de A12 bij Arnhem worden de nieuwe borden geplaatst langs alle snelwegen. De informatie wordt meer verspreid over verschillende borden. De bewegwijzering zou volgens Rijkswaterstaat overzichtelijker en duidelijker zijn, en bovendien een beter onderscheid tussen belangrijke en niet-belangrijke informatie maken. De nieuwe wegwijzers lijken geïnspireerd te zijn door het in Duitsland gevolgde systeem.
CROW, het kennisplatform op het gebied van infrastructuur, openbare ruimte en verkeer en vervoer, heeft op 20 januari 2014 Richtlijn bewegwijzering 2014 uitgebracht. De publicatie bevat de eisen en richtlijnen waaraan de bewegwijzering op autosnelwegen en andere wegen moet voldoen. Aan bod komen: het aanduidingenbeleid, de bewegwijzeringssystematiek, de basisprincipes van bewegwijzering, het bordontwerp en de configuratie van de bewegwijzering.
De belangrijkste veranderingen:
- De richtingpijlen worden altijd omhoog ('richting horizon') geplaatst, in plaats van omlaag. Voordeel hiervan is dat men het verloop van de rijbanen beter kan aangeven en dat dit overeenkomt met de pijlrichtingen op navigatiesystemen;
- Om dezelfde reden verandert de volgorde van plaatsnamen: de plaats die het meest dichtbij is komt onderaan te staan in plaats van bovenaan;
- Afslagen worden aangekondigd door borden met -wederom naar Duits voorbeeld- een omhoogwijzende pijl met aftakking naar rechts. Bij de aftakking staan de bestemmingen van de afslag, en boven de rechtdoorgaande pijl wordt de belangrijkste bestemming van de volgende afslag vermeld. Op deze wijze kan de bestuurder hier al ruim van tevoren rekening mee houden en komt de afslag die hij moet hebben niet als een verrassing;
- De rechtdoorwijzende pijl verdwijnt van het bestemmingsbord; bestemmingsborden worden ná in plaats van vóór de afslag geplaatst. Afslaande bestuurders zijn hier immers minder in geïnteresseerd omdat ze toch afslaan, terwijl de informatie voor invoegende bestuurders wel van belang is;
- De criteria om plaatsen aan te geven veranderen. Het gaat er nu niet meer zozeer om of de stad aan de route ligt ('lijnbenadering'), maar of het naast een belangrijk knooppunt ligt ('netwerkbenadering'). Dit betekent dat bijvoorbeeld Utrecht vaker zal worden aangegeven wegens de centrale ligging en dat kleinere plaatsen langs de doorgaande weg van de borden zullen verdwijnen. Ook buitenlandse plaatsen op belangrijke locaties zullen vaker worden aangegeven, want het Nederlandse wegennet is deel van het Europese;
- Wanneer een bestemmingsbord ook plaatsen aangeeft die niet aan de weg zelf liggen en waarvoor dus later moet worden afgeslagen, wordt een horizontale streep aangebracht. Boven de streep staan de bestemmingen die aan de weg zelf liggen, eronder eventuele andere plaatsen die aan aftakkingen liggen.
- Bij de aankondiging van een knooppunt wordt 'knooppunt' veranderd in een internationaal symbool, en ook het woord afrit wordt veranderd in een internationaal symbool. Hiermee worden taalproblemen vermeden.
- Het 'uit'-bord heeft nu een pijl die naar rechts wijst, in plaats van rechtsboven.
- Ringen worden nu aangeduid met RING + wegnummer, voorheen werd RING + plaatsnaam gebruikt.

### Symbolen op wegwijzers

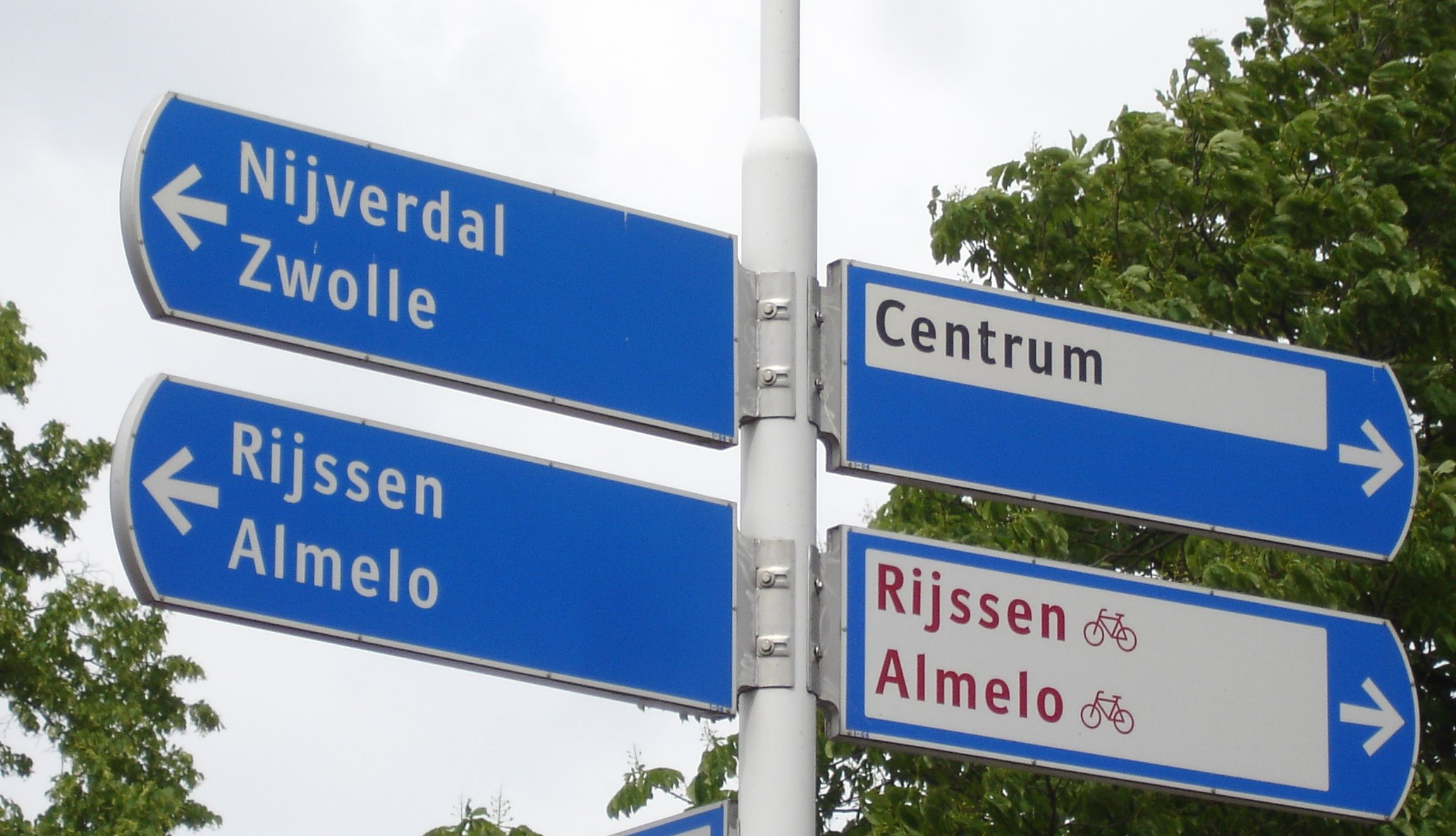
Wegwijzer in Wierden. Op de arm linksonder staat geen autosymbool, maar toch is deze arm alleen voor snelverkeer, want er is een andere route voor (brom)fietsers. De arm linksboven is voor alle weggebruikers.

Loopt de weg via een bijzondere route of naar een bijzonder bestemming, dan is dat met een symbool aangegeven. Gebruikelijke symbolen zijn: via veerboot, via autosnelweg, naar luchthaven, industrieterrein, recreatieterrein.
Het spreekt vanzelf dat een route via een autosnelweg niet voor (brom)fietsers bedoeld is. Het is echter mogelijk dat er een fietspad langs de autosnelweg ligt of dat fietsers verderop via een andere route worden geleid. Het is dus denkbaar dat fietsers tóch de wegwijzer met het snelwegsymbool moeten volgen.
Is een wegwijzer uitsluitend voor snelverkeer bedoeld, dan kan dat worden aangegeven met een autosymbool, maar dat symbool is tegenwoordig zeer zeldzaam geworden. Er is dus eigenlijk geen verschil meer te zien tussen een autowegwijzer en een algemene wegwijzer.
Het is niet juist dat een algemene wegwijzer (wit op blauw) alleen voor snelverkeer is, en sommige wegbeheerders plaatsen zelfs een dubbel stel wegwijzers, apart voor fietsers en snelverkeer, zelfs als ze dezelfde richting aanduiden. In het RVV staat niet dat een wit-op-blauwe wegwijzer voor een specifieke doelgroep is. Wel mag worden aangenomen dat een wit-op-blauwe wegwijzer niet voor (brom)fietsers is als er ook nog een rood-op-witte fietswegwijzer voor dezelfde bestemming aanwezig is.

## België

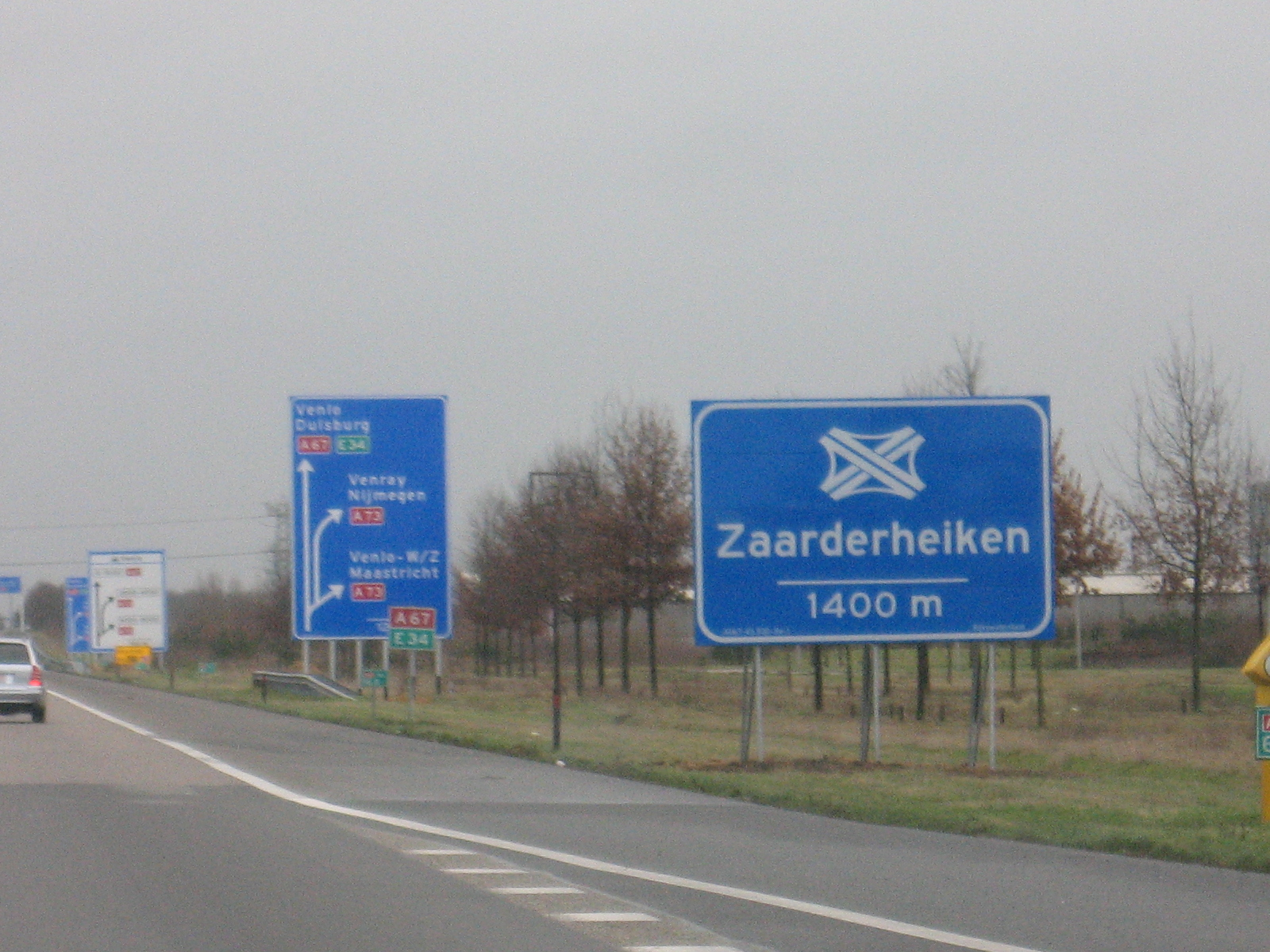
Knooppuntaanduiding

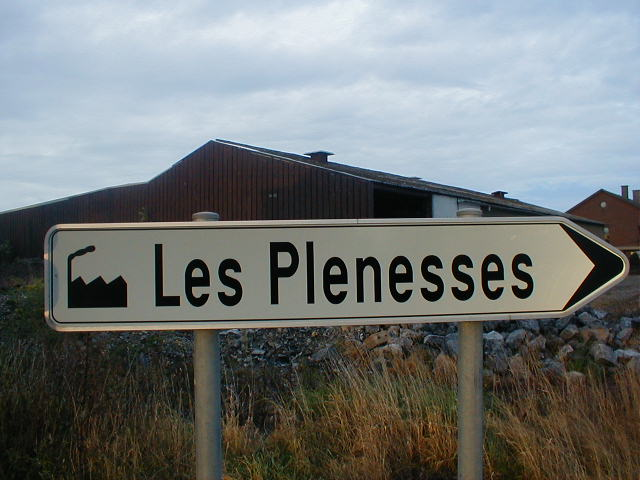
Wegwijzer F33a in Thimister

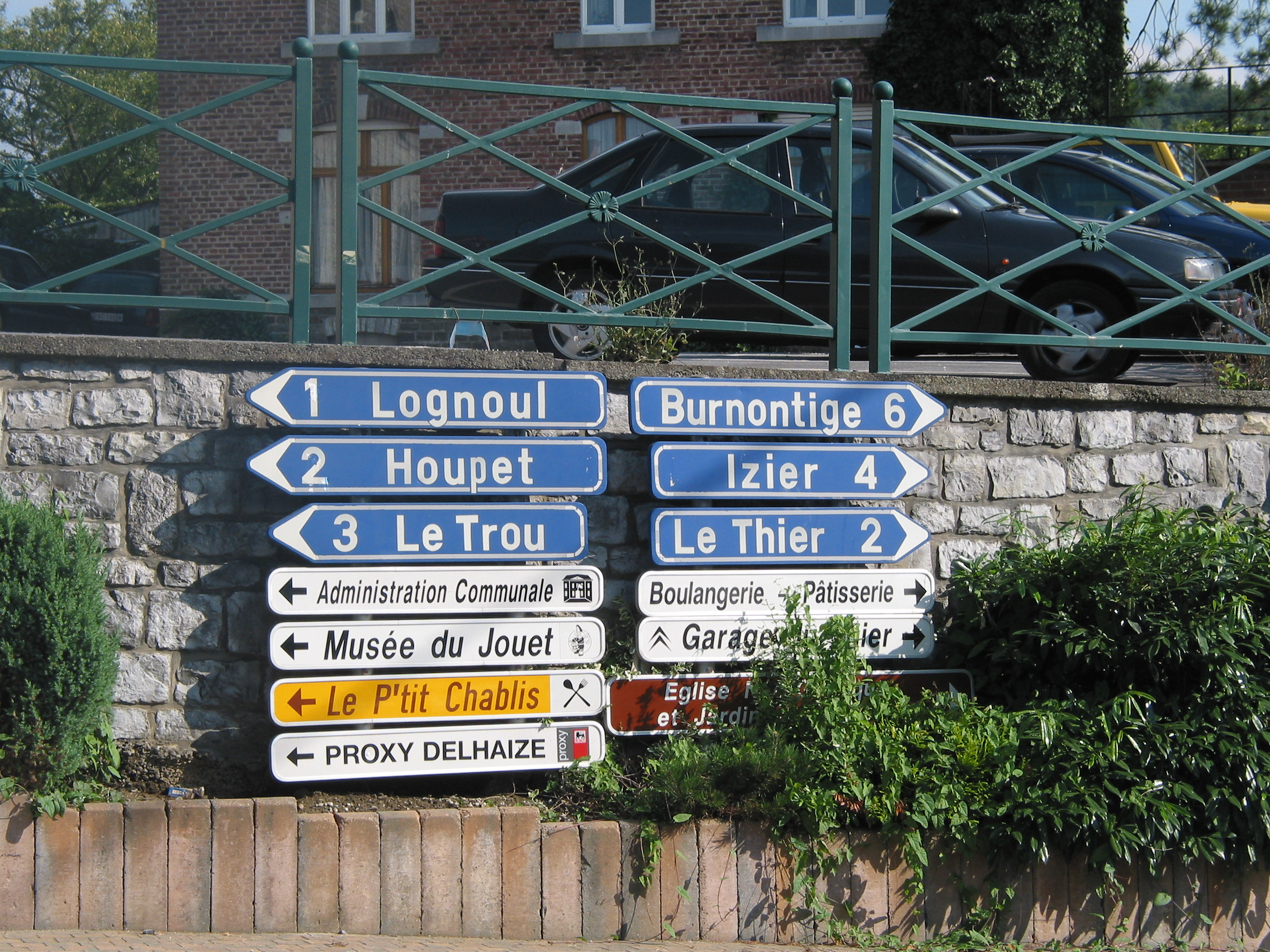
Diverse wegwijzers in Ferrières: F29, F34a, F35, F37

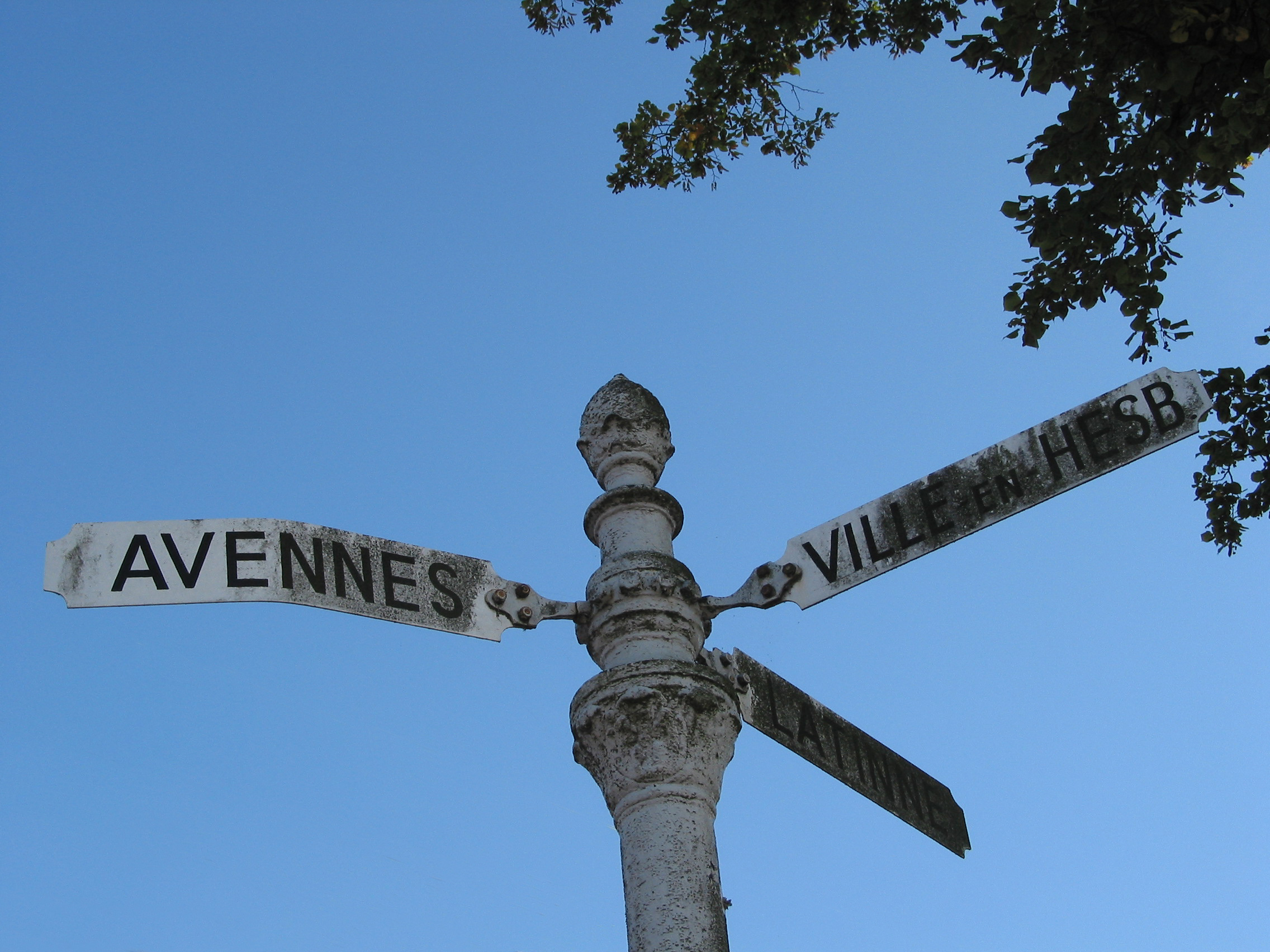
Oude wegwijzer in Braives

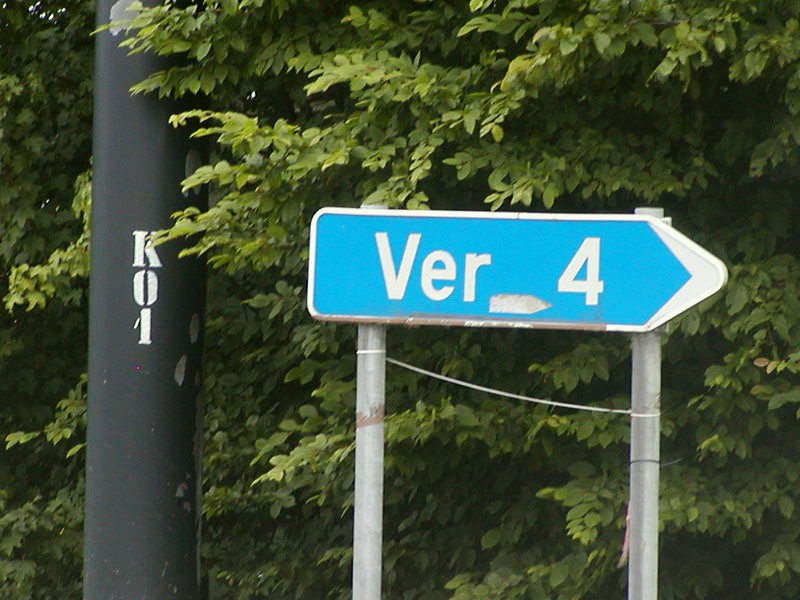
Hoe ver is Ver? 4 kilometer zo te zien

### Gestandaardiseerde bewegwijzering
De gestandaardiseerde bewegwijzering gebeurt in België met de verkeersborden F25 tot F41 uit het verkeersreglement.
Het uiterlijk en de technische kenmerken van de borden dienen te voldoen aan de richtlijnen van de Algemene Omzendbrief nopens de Wegsignalisatie. Sinds 2024 wordt op nieuwe wegwijzers in Wallonië (Waals gewest) geen kilometeraanduiding meer gegeven. 

F25: Voorwegwijzer.
F27: Voorwegwijzer (alternatief formaat).
F29: Wegwijzer. De afstand in km kan aangegeven zijn
F31: Wegwijzer die een reisweg over een autosnelweg aangeeft
F33a: Wegwijzer naar een luchthaven, universitair centrum, ziekenhuis, beurs- of evenementenhal, haven, wijk, ring, bedrijf, industriepark, commercieel centrum. Kan een extra symbool bevatten.
F33b: Wegwijzer naar vallei of waterloop van toeristische betekenis.
F33c: Wegwijzer naar toeristische attracties of sportcentra.
F34a: Wegwijzer in de nabijheid van openbare gebouwen of inrichtingen.
F34b1: Wegwijzer die een aanbevolen route voor bepaalde weggebruikers aangeeft (fietsers in dit geval).
F34b2: Idem (alternatief formaat).
F34c1: Wegwijzer die een aanbevolen route voor bepaalde weggebruikers aangeeft naar toeristische attracties of sportcentra.
F34c2: Idem (alternatief formaat).
F35: Wegwijzer in de nabijheid van toeristische attracties of sportcentra (klein formaat).
F37: Wegwijzer naar camping, jeugdherberg, vakantiedorp, restaurant e.d. (klein formaat).
F39: Voorwegwijzer wegomlegging.
F41: Wegomlegging.

### Overige
Toeristische auto-, fiets- en wandelroutes worden algemeen bewegwijzerd met zeshoekige borden:

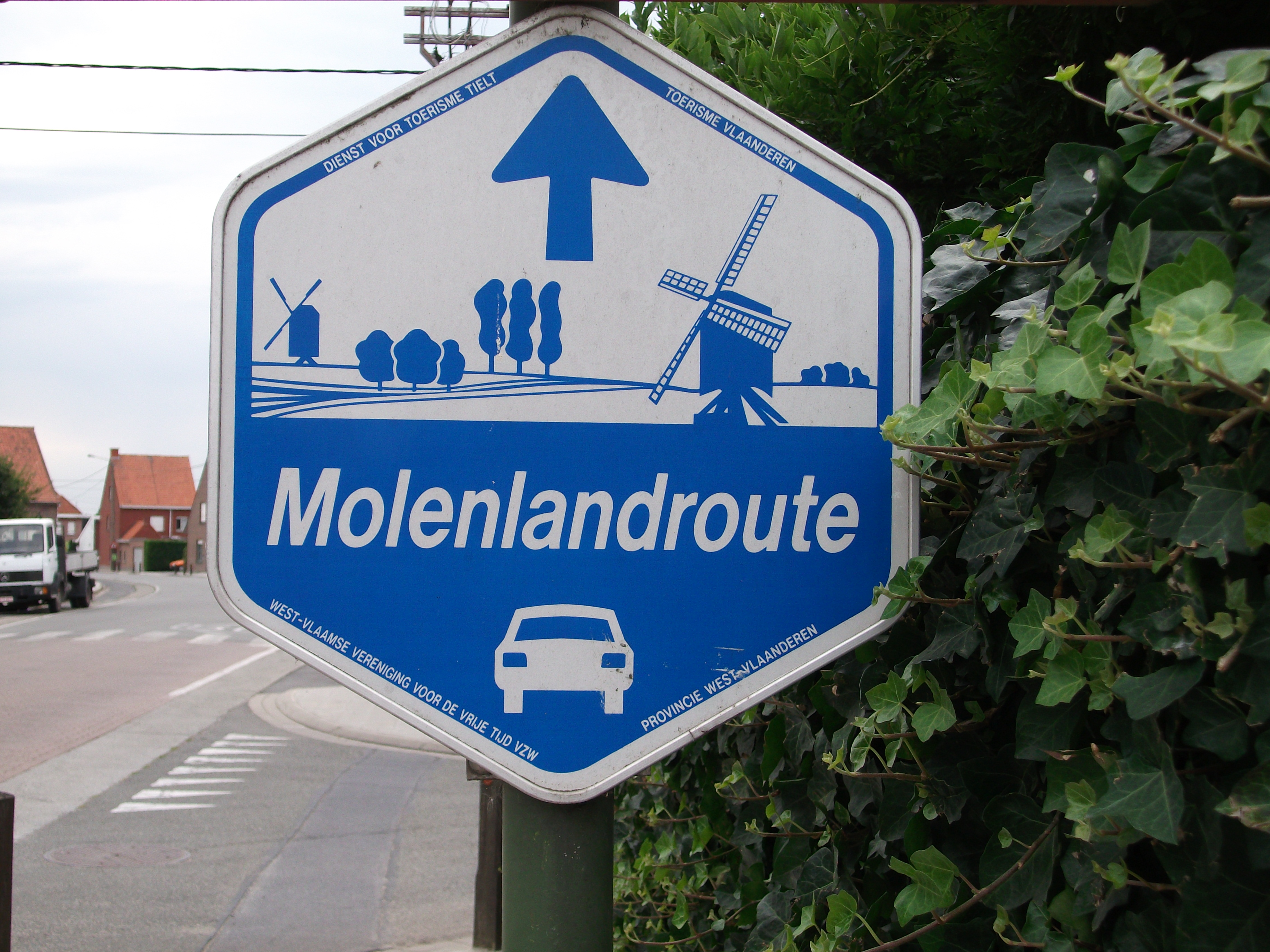
autoroute
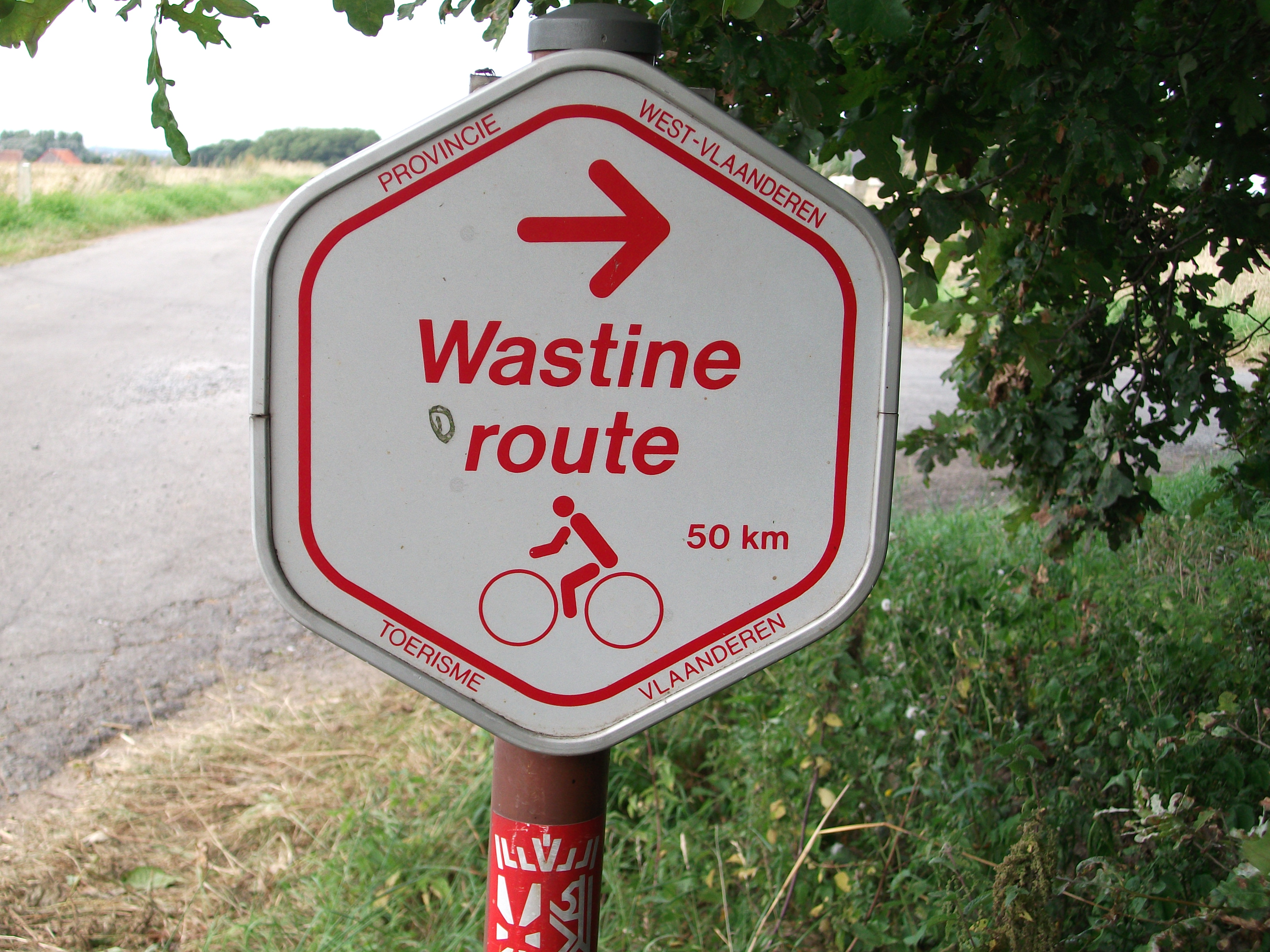
fietsroute
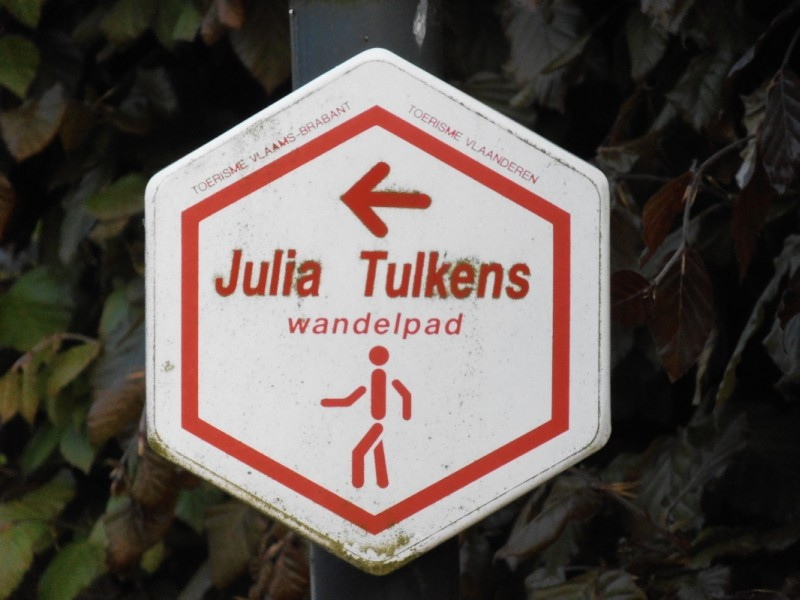
wandelroute

De bewegwijzering van fietsknooppuntennetwerken gebeurt met rechthoekige borden:

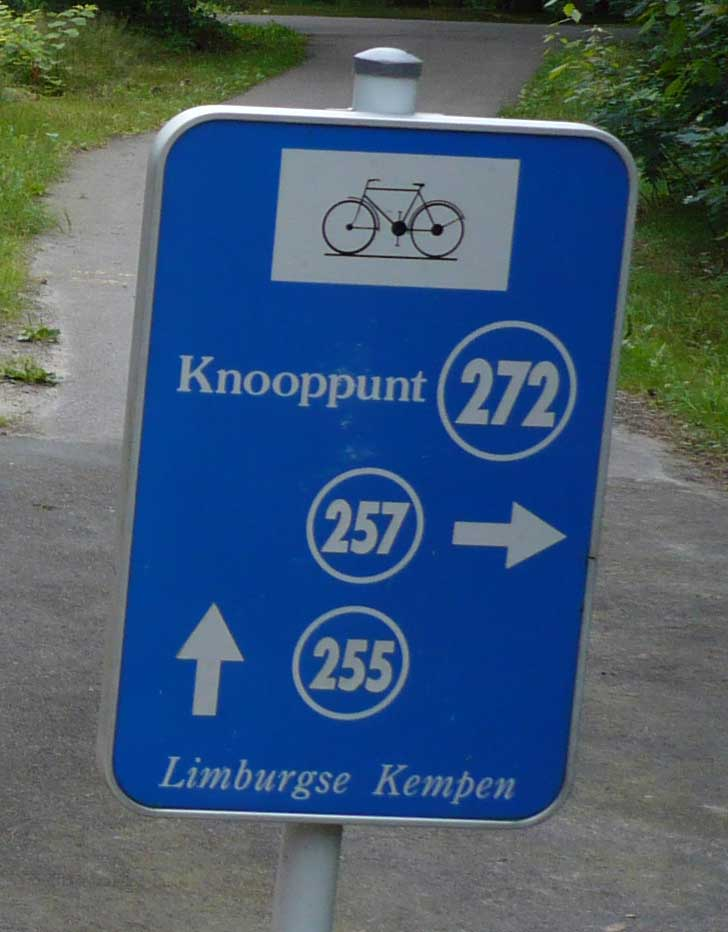
Fietsknooppuntennetwerk Limburg
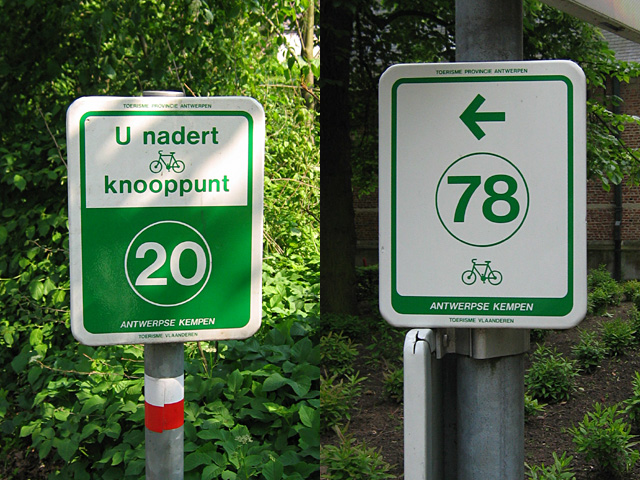
Netwerk Antwerpse Kempen
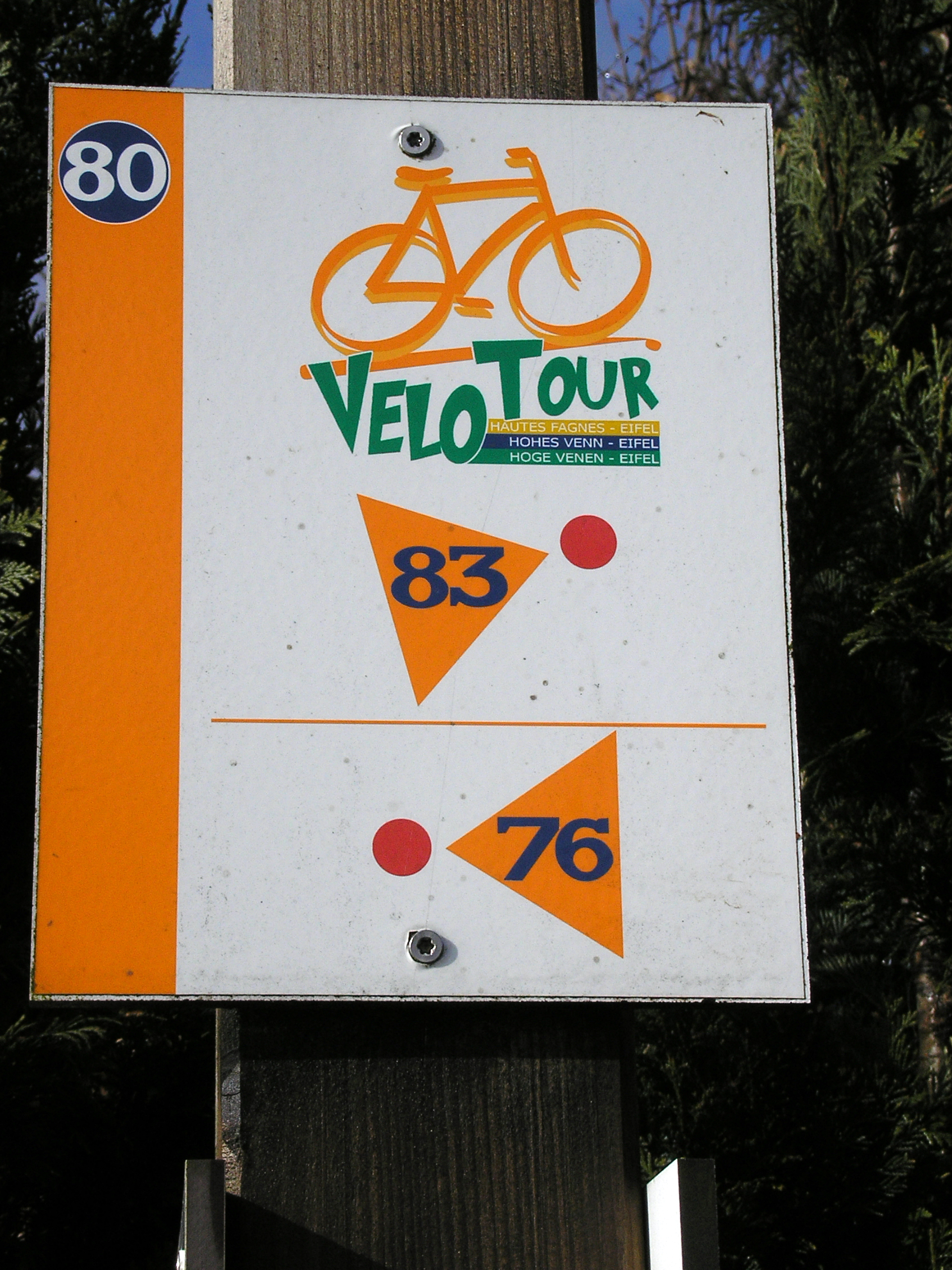
Netwerk Hoge Venen-Eifel

## Andere landen

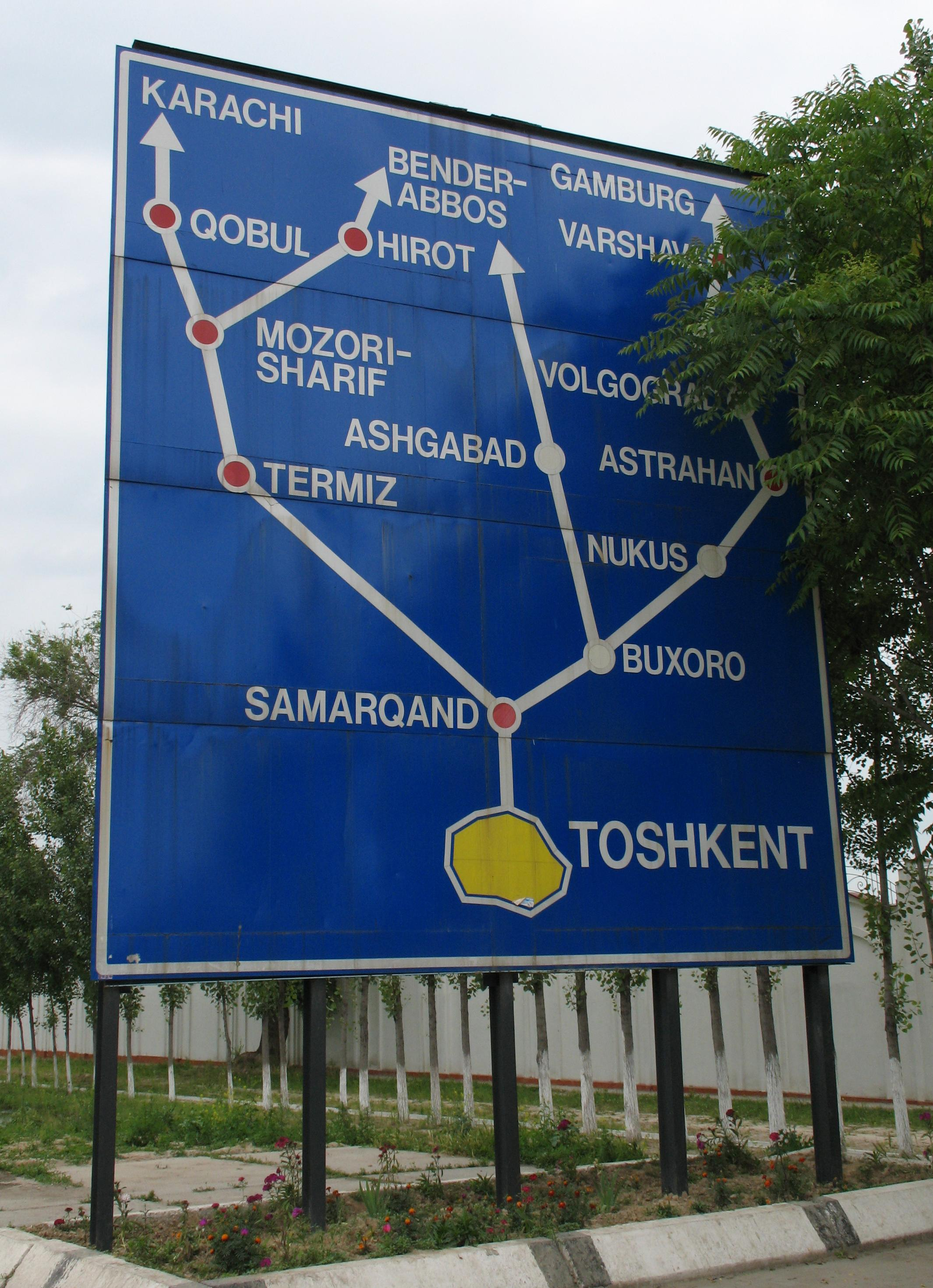
Symbolische wegwijzer in Tashkent, Oezbekistan, waarop onder meer Hamburg, Karachi en Bandar Abbas staan aangegeven.
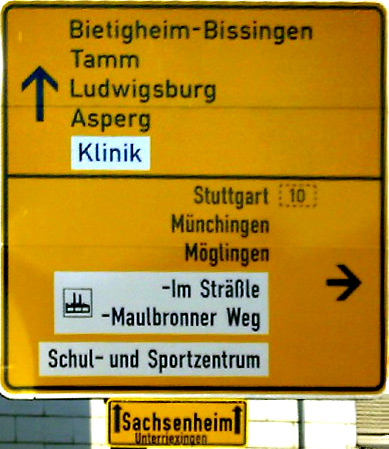
Duitse wegwijzer. In Duitsland is het lettertype dat op wegwijzers wordt gebruikt, gestandaardiseerd. Het lettertype DIN 1451 wordt daar op alle bewegwijzering toegepast.
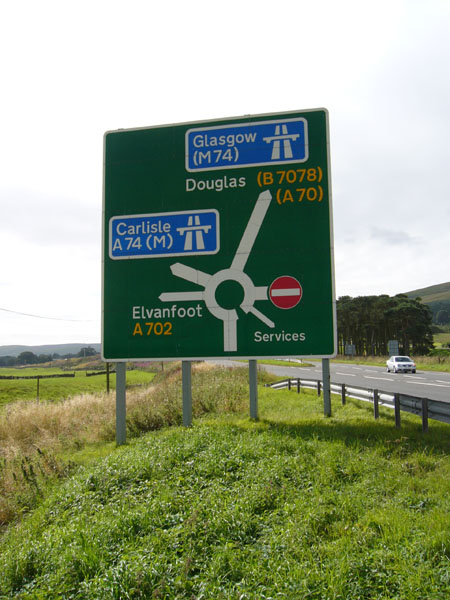
Wegwijzer voor een rotonde in Groot-Brittannië.
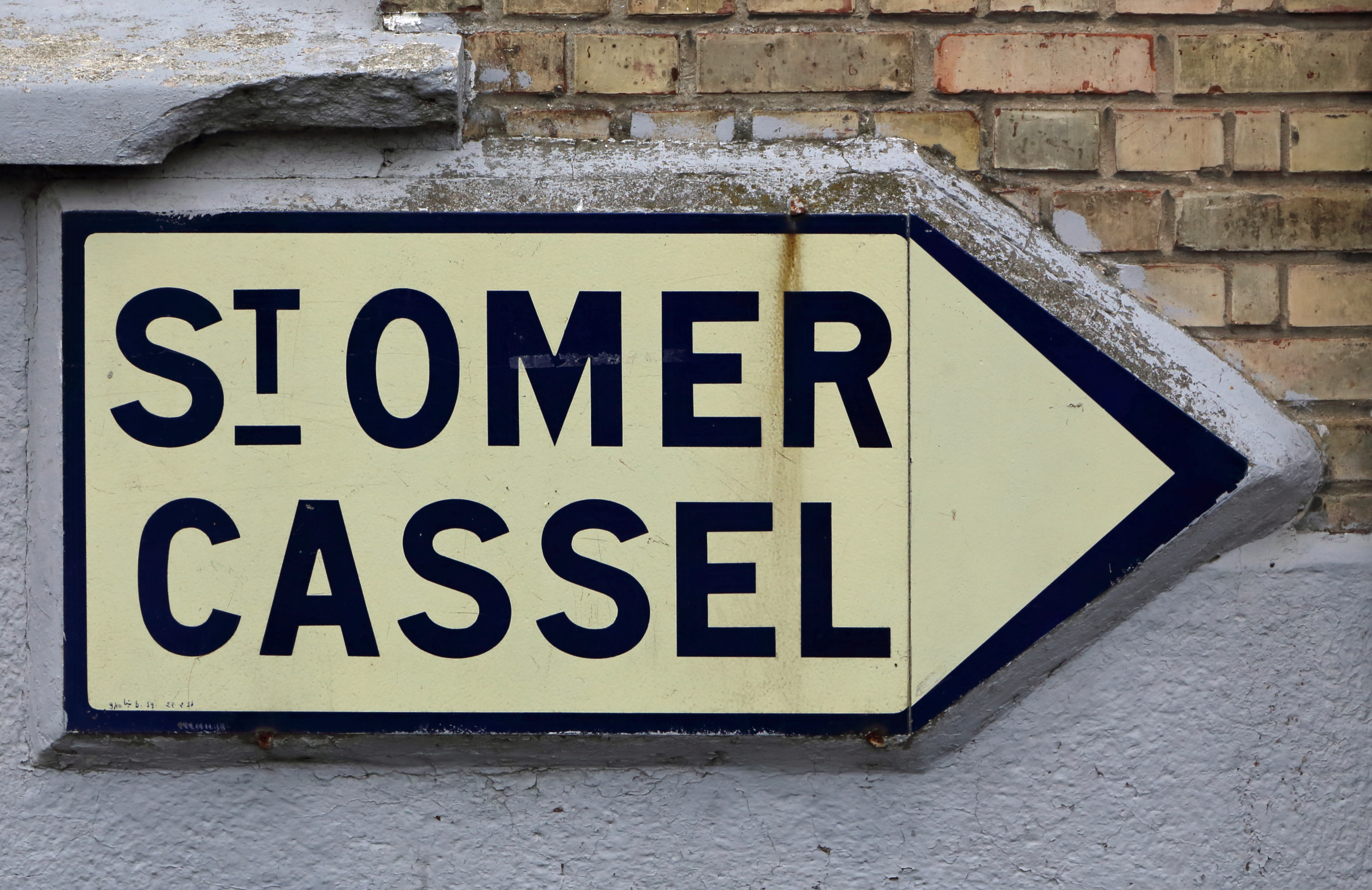
Tussen 1918 en 1971 plaatst bandenfabrikant Michelin in heel Frankrijk een groot aantal geëmailleerde wegwijzers van diverse vormen, zoals dit voorbeeld uit 1954 in de Noord-Franse stad Broekburg (Bourbourg).
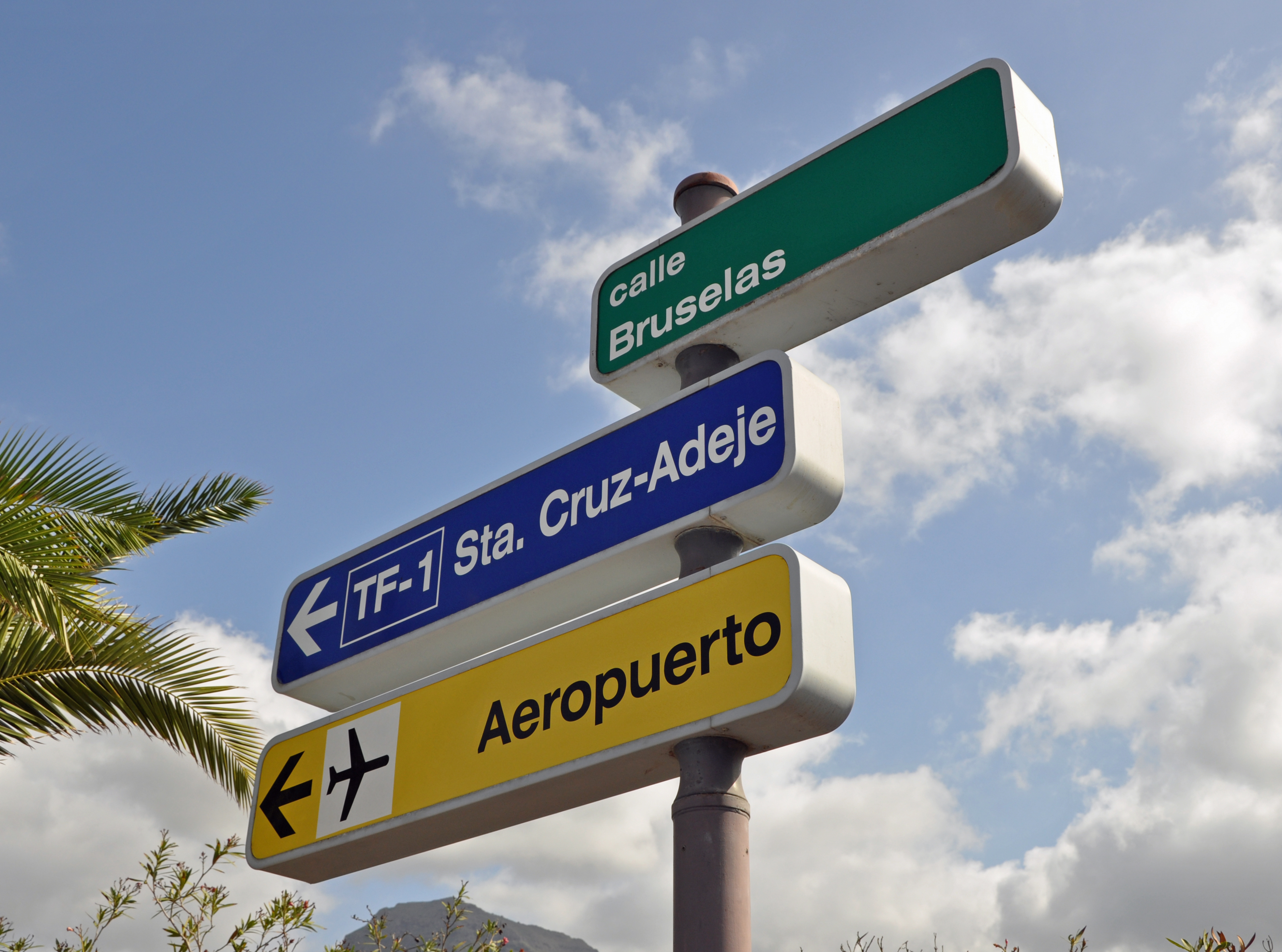
Op wegwijzers in de Spaanse stedelijke agglomeraties wordt sinds 1981 een vaste kleurencode gebruikt: blauw voor autowegen, geel voor stations en luchthavens, groen voor lokale straatnamen, enzovoort.